# Christine Estabrook
Christine Estabrook (ur. 13 września 1952 w Erie w Pensylwanii w USA), amerykańska aktorka.

## Filmografia
- 2005 Specjalistki jako Candice
- 2004–2005, 2009, 2010 i 2012 Gotowe na wszystko jako Martha Huber
- 2004 Łapcie tę dziewczynę jako Sharon
- 2004 Spider-Man 2 jako Pani Jameson
- 2004 Meet Market jako Mama
- 2003 Grind jako Sarah Jensen
- 2003 Living in Walter's World jako Robin
- 2002 Chance jako Desiree
- 2001 Jordan jako Anne Lauer
- 2001–2004 Obrońca jako Ciotka Liz
- 2001–2005 Sześć stóp pod ziemią jako Emily Previn
- 2000 Tragikomiczne wypadki z życia Titusa jako Juanita Titus #1
- 2000 Strong Medicine jako Berri Kaplan
- 2000–2002 Nikki jako Marion
- 1998 The Secret Diary of Desmond Pfeiffer jako Mary Todd Lincoln
- 1997–2004 The Practice jako Zisk
- 1997–2002 Dharma i Greg jako Lindsay
- 1996–2007 Siódme niebo jako Nauczycielka Ruthie
- 1996–1999 Słodkie zmartwienia jako Dyrektorka
- 1995–1996 Almost Perfect jako Lindsay Wolf
- 1995 Podejrzani jako Dr Plummer
- 1995–1996 The Crew  jako Lenora Zwick
- 1994–2003 Dotyk anioła jako Kate
- 1993–2002 Z Archiwum X jako Agent Henderson
- 1993–2005 Nowojorscy gliniarze jako Lynn Cahill
- 1993 P.D. Bakersfield jako Ann Lester
- 1993–2004 Frasier jako Lou
- 1991 Wyjątkowe zwycięstwo jako Ruthie
- 1990 Uznany za niewinnego jako Lydia 'Mac' MacDougall
- 1989 Agencja "Trzecie Oko" jako Priscilla Pickett
- 1989 Morze miłości jako Gina Gallagher
- 1986–1994 Prawnicy z Miasta Aniołów jako Susan Parral
- 1985 Rodzinne miasto jako Jane Parnell
- 1985 Prawie jak ty  jako Maggie
- 1984–1988 Opowieści z ciemnej strony jako Irene
- 1984 Utracona część Kathryn Beck jako Janet Reiss
- 1979 The Bell Jar jako Student editor